# Dick Barlow
Richard Gorton Barlow (auch bekannt als Dick Barlow; * 28. Mai 1851 in Bolton, Vereinigtes Königreich; † 31. Juli 1919 in Blackpool, Vereinigtes Königreich) war ein englischer Cricketspieler und spielte in der englischen Nationalmannschaft, für die er zwischen 1881 und 1887 antrat.

## Aktive Karriere
Seine erste First-Class-Begegnung bestritt er 1871 für Lancashire. Sein Debüt in der Nationalmannschaft folgte in der Saison 1881/82 in Australien. Im zweiten (62 Runs) und vierten Test (56 Runs) der Serie erzielte er jeweils ein Fifty. Im folgenden Sommer kam das australische Team nach England und im Test der Tour erreichte er ein Fife-for über 5 Wickets für 19 Runs. Als er im folgenden Winter nach Australien reiste, konnte er abermals als Bowler überzeugen. Nach 3 Wickets für 67 Runs im zweiten Test, gelangen ihm 7 Wickets für 40 Runs im dritten. Im zusätzlichen Test der Serie kamen dann noch ein Mal 3 Wickets für 88 Runs hinzu. Bei der Ashes Tour 1884 konnte er dann nicht überzeugen.
Zwei Jahre später gelangen ihm dann im ersten Test abermals 7 Wickets für 44 Runs. Seine letzte Reise nach Australien folgte im folgenden Winter, wo er dann noch ein Mal drei Wickets (3/30) im ersten Test erreichte. Sein letztes First-Class-Spiel bestritt er dann in der Saison 1891.

## Nach der aktiven Karriere
Er betätigte sich unter anderem als Fußball-Schiedsrichter und blieb auch weiterhin dem Cricket verbunden. So war er unter anderem als Umpire bei der Ashes Tour 1899 im Einsatz. Er verstarb im Jahr 1919 im Alter von 68 Jahren.